# Martial Pierre Marie Jannin Phước
Martial Pierre Marie Jannin Phước (1867-1940) là một giám mục Công giáo người Pháp, truyền đạo tại Việt Nam. Ông là người có công lớn trong việc thiết lập Giáo phận Tông Toà Kon Tum, ông cũng là Giám mục Tông Toà tiên khởi của giáo phận từ năm 1933 đến năm 1940.

## Thiếu thời
Martial Pierre Marie Jannin sinh ngày 7 tháng 1 năm 1867 tại Besançon, giáo phận Besançon, tỉnh Doubs.
Ông vào Chủng viện Thừa sai truyền giáo ngày 8 tháng 10 năm 1886, chịu phép cắt tóc ngày 24 tháng 9 năm 1887, nhận chức nhỏ ngày 22 tháng 9 năm 1888, phó trợ tế ngày 21 tháng 11 năm 1889 và phó tế ngày 1 tháng 3 năm 1890.

## Linh mục
Ông được thụ phong Linh mục ngày 22 tháng 9 năm 1890 và đi đến Đông Đàng Trong ngày 26 tháng 11 cùng năm.
Vào năm 1893, nhận được sự trở lại đạo của làng Kon Mơney, bị nhiễm bệnh đậu mùa. Hai năm sau, vào năm 1895 các làng kế cận trở lại đạo. Ông cai quản 10 làng. Ông lo việc dạy dỗ và huấn luyện các dự tòng. Số giáo dân khoảng chừng 1.200 người. Vào năm 1896, ông xây cất một nhà nguyện ở mỗi nhiệm sở và biến Kon Mơney thành một trung tâm của vùng.
Vào năm 1900, ở Kon xong-loh với linh mục Bober, ông đã rửa tội cho 118 trẻ em trên đỉnh núi Kon-ngah cao 1.500 mét.
Năm 1905 ông thành lập, dạy dỗ và điều hành trường Cuenot tại Kontum nhằm đào tạo các chú Yao phu.(thầy giảng người bản xứ) Linh mục Alberty đã giúp đỡ ông trong việc này. Vào năm 1909 trường có 100 học sinh. Vào năm 1914 trường Cuenot càng được phát triển hơn dưới sự đảm nhiệm của ông và sự giúp đỡ của Linh mục Bober và của hai chú Yao phu.
Trong khi chờ đợi nhà in của Hội thừa sai Kontum, từ năm 1909, ông dịch sang tiếng Bahnar và đã in thành 70 bản Cựu Ước để cho các học sinh sử dụng. Đặc biệt, ông đã biên soạn cẩm nang dược phẩm và cung cấp các loại thuốc dự phòng về các bệnh và tai nạn xảy ra ở miền núi. Ông cũng đã biên soạn một quyển sách cơ bản về vũ trụ học.
Vào năm 1923 ông Baudoin, viên toàn quyền và ông Pasquier, công sứ cấp cao đã đến thăm trường Cuenot...
Năm 1925, ông hoàn thành việc in ấn sách "Hlabar Pơdok" thứ tám loại sách thần học bao gồm cả phong tục tập quán Bahnar. Tuy không có gì sáng giá, nhưng ông rất tháo vác, kiên nhẫn, bền chí: chính ông sáng chế bằng các phương tiện tại chỗ một cỗ máy dùng sức nước để giã gạo và cải tiến xe hơi của ông! Sau này thì ông là kiến trúc sư thầu khoán xây cất Chủng viện: một ngôi nhà sàn lớn hai tầng có mặt tiền dài 100 mét. Bàn thờ của nhà nguyện chạm khắc bằng gỗ được ông thiết kế.
Vào năm 1925 sau khi linh mục Kemlin qua đời, ông được bổ nhiệm làm bề trên tạm quyền của tỉnh Kontum và thay thế vị Tổng đại diện. Năm 1926, ông viếng thăm vùng Kon Mah. Vào năm 1928, ông đi thăm nhiều nơi khác và rửa tội được con số 506 người. Trong số 110 học sinh của trường Cuenot ra trường thành các Yao phu, 6 người được nhận vào tiểu Chủng viện Làng Sông.
Vào năm 1930, miền truyền giáo Kontum gồm có 27 Linh mục Pháp và Việt Nam, 18.700 giáo dân, 121 nhà thờ và nhà nguyện, 500 tân tòng, hàng trăm dự tòng, nhiều giáo xứ Kinh,..... Miền truyền giáo Kontum có thể được nâng lên hàng Giáo phận Tông tòa. Tòa thánh Rôma đã ra quyết định nâng cấp này vào ngày 18 tháng 1 năm 1932.

## Giám mục
Ngày 10 tháng 1 năm 1933, Toà Thánh bổ nhiệm ông làm Giám mục Tông tòa tiên khởi của Kontum. Ông được tấn phong ngày 23 tháng 6 năm 1933 bởi Giám mục Dreyer - Khâm sứ Tòa thánh. Bản báo cáo đầu tiên của Giáo phận cho biết có 20.490 giáo dân và 584 người lớn được rửa tội vào năm 1933.
Vào năm 1932 ba Linh mục Bahnar đầu tiên được thụ phong. Vào năm 1935, Giám mục Jannin đã mở Tiểu chủng viện của Giáo phận tại Kontum.
Ông nắm bắt tình hình của những việc đã xảy ra trong các giáo phận khác bằng cách tham dự những cuộc gặp gỡ và các nghi lễ tôn giáo khác nhau. Ông đã tổ chức Giáo phận theo hai phương diện: trần thế và thiêng liêng, xây cất, thăm viếng các cộng đoàn, các giáo xứ, ban phép thêm sức, làm phép những nhà thờ mới: như ở Dak Kang năm 1936, ở Kon Trang năm 1937, ở Dak Cho năm 1939. Ông đã mở những điểm truyền giáo mới như Ban Mê Thuột năm 1937 mà ông đã giao cho một Linh mục người Việt. Cũng năm này ông tiếp đón Giám mục Drapier - Khâm sứ Toà Thánh đến thăm.
Vào năm 1940, miền truyền giáo Kontum có 25.853 giáo dân và đã rửa tội được 686 người lớn và 1.017 trẻ em ngoại giáo. Có 161 nhà thờ và nhà nguyện, 14 Linh mục thừa sai Paris và 14 Linh mục bản xứ, 204 Yao phu và giáo lý viên, 95 Chủng sinh và 25 nữ tu.

## Qua đời
Ngày 16 tháng 7 năm 1940, ông qua đời, thọ 74 tuổi với 50 năm giám mục.